# Municipio de Warner (Dakota del Sur)
El municipio de Warner (en inglés: Warner Township) es un municipio ubicado en el condado de Brown en el estado estadounidense de Dakota del Sur. En el año 2010 tenía una población de 580 habitantes y una densidad poblacional de 2,8 personas por km².

## Geografía
El municipio de Warner se encuentra ubicado en las coordenadas 45°20′4″N 98°31′44″O / 45.33444, -98.52889. Según la Oficina del Censo de los Estados Unidos, el municipio tiene una superficie total de 207.47 km², de la cual 207,05 km² corresponden a tierra firme y (0,2 %) 0,42 km² es agua.

## Demografía
Según el censo de 2010, había 580 personas residiendo en el municipio de Warner. La densidad de población era de 2,8 hab./km². De los 580 habitantes, el municipio de Warner estaba compuesto por el 95,69 % blancos, el 3,1 % eran amerindios, el 0,17 % eran asiáticos, el 0,34 % eran de otras razas y el 0,69 % eran de una mezcla de razas. Del total de la población el 1,72 % eran hispanos o latinos de cualquier raza.